# Utu (Gott)
Utu war in der sumerischen Mythologie der Gott der Sonne und der Gerechtigkeit.
Utu war der Sohn des Mondgottes Nanna (oder Nannar Sin) und der Göttin Ningal, die ebenfalls einen lunaren Aspekt besaß. Seine Schwester war Inanna, die mit dem Planeten Venus verbunden ist. Mit der Göttin Aja zeugte er die Söhne Enmerkar und Meškiağašer.
Im Gilgamesch-Epos bringt der Held Gilgamesch Utu mehrere Opfer dar und bittet ihn, ihn bei seiner Reise zum „Land der Lebenden“ zu unterstützen. Utu hilft ihm, indem er sieben böse Dämonen (Šebettu) lähmt, die für schlechtes Wetter verantwortlich sind.
Utu entspricht dem Gott Schamasch in der babylonischen Religion.